# Dandikoppa, Dharwad
Dandikoppa là một làng thuộc tehsil Dharwad, huyện Dharwad, bang Karnataka, Ấn Độ.